# Окронґлик (Люблінецький повіт)
Окронґлик (пол. Okrąglik) — село в Польщі, у гміні Возьники Люблінецького повіту Сілезького воєводства.
У 1975-1998 роках село належало до Ченстоховського воєводства.